# Tolma toreuta
Tolma toreuta är en spindelart som beskrevs av Rudy Jocqué 1994. Tolma toreuta ingår i släktet Tolma och familjen vårdnätsspindlar.
Artens utbredningsområde är Madagaskar. Inga underarter finns listade i Catalogue of Life.